# Хазри, Вахби
Вахби́ Хазри́ (араб. وهبي خزري‎; родился 8 февраля 1991 года в Аяччо, Франция) — тунисский футболист, полузащитник клуба «Монпелье» и сборной Туниса. Участник чемпионатов мира 2018 и 2022 годов.

## Клубная карьера
Хазри родился во Франции. Он воспитанник футбольной академии «Аяччо». В 2003 году он перешёл в молодёжную команду «Бастии». 20 февраля 2009 года в поединке против «Амьена» Вахби дебютировал за клуб в Лиге 2, выйдя на замену в конце матча. 13 марта во встрече против «Монпелье» он забил свой первый гол за команду. В следующем сезоне Вахби стал основным полузащитником клуба.
В сезоне 2011/12 Хазри помог «Бастии» выйти в Лигу 1. 11 августа 2012 года в матче против «Сошо» он дебютировал в Лиге 1. 28 октября в поединке против «Бордо» Вахби забил свой первый гол в высшем дивизионе чемпионата Франции.
Летом 2014 года Вахби перешёл в «Бордо», подписав контракт на четыре года. 9 августа в матче против «Монпелье» он дебютировал за новую команду. 17 августа в поединке против «Монако» Хазри забил свой первый гол за «жирондистов».
30 января 2016 года Хазри перешёл в «Сандерленд», подписав контракт, рассчитанный на 4,5 года. 2 февраля в матче против «Манчестер Сити» он дебютировал в английской Премьер-лиге, заменив во втором тайме Джермейна Ленса. 13 февраля в поединке против «Манчестер Юнайтед» Вахби забил свой первый гол за «Сандерленд».
По итогам сезона клуб вылетел из Премьер-лиги, а Хазри на правах аренды вернулся во Францию, став футболистом «Ренна». 10 сентября в матче против «Марселя» он дебютировал за новую команду. В этом же поединке Вахби забил свой первый гол за «Ренн».
Летом 2018 года Хазри перешёл в «Сент-Этьен». По обоюдному согласию сторон сумма трансфера не была разглашена. 11 августа в матче против «Генгама» он дебютировал за новую команду. В этом же поединке Вахби забил свой первый гол за «Сент-Этьен».
27 июня 2022 года, Хазри на правах свободного агента подписал контракт с клубом Лиги 1 «Монпелье» и взял в новом клубе номер 99.

## Международная карьера
В 2009 году Хазри дебютировал за молодёжную сборную Туниса. В ноябре 2011 года тренер молодёжной сборной Франции вызвал Вахби в команду для участия в матчах отборочного турнира молодёжного чемпионата Европы.
В январе 2013 года в матче против сборной Эфиопии Хазри дебютировал за сборную Туниса. Он попал в заявку национальной команды на участие в Кубке Африканских Наций 2013. На турнире Вахби принял участие в одном матче против сборной Того. 23 марта в поединке отборочного турнира Чемпионата Мира 2014 против сборной Сьерра-Леоне Хазри забил первый гол за национальную команду.
В 2015 году он во второй раз принял участие в Кубке Африки. На турнире Хазри сыграл в матчах против команд Кабо-Верде, Замбии, ДР Конго и Экваториальной Гвинеи.
В 2017 году Вахби в третий раз принял участие в Кубке Африки в Габоне. На турнире он сыграл в матчах против команд Буркина-Фасо, Сенегала, Алжира и Зимбабве. В поединке против зимбабвийцев Хазри забил гол.
В 2018 году Хазри принял участие в чемпионате мира в России. На турнире он сыграл в матча против команд Англии, Бельгии и Панамы. В поединках против бельгийцев и панамцев Вахби забил по голу.
Летом 2019 года Хазри был вызван в состав своей национальной сборной на Кубок африканских наций в Египте. Во втором матче против Мали он забил гол на 70-й минуте, а команды сыграли вничью со счётом 1:1.
Зимой 2022 года принял участие в Кубке Африки, где забил 2 гола и помог команде дойти до четвертьфинала.
14 ноября 2022 вошел в окончательный список своей сборной на мундиаль в Катаре. На турнире он сыграл в 2 из 3 матчей, забив единственный и победный гол в ворота действующих чемпионов мира французов и был признан лучшим футболистом встречи по версии ФИФА, однако из-за результата в параллельной встрече карфагиняне не смогли выйти в плей-офф, закончив турнир на третьей строчке в группе с четырьмя очками. После этого Вахби Хазри объявил о завершении карьеры в сборной.

### Голы за сборную Туниса
| #   | Дата            | Место                                    | Противник    | Счёт | Результат | Соревнование                      |
| --- | --------------- | ---------------------------------------- | ------------ | ---- | --------- | --------------------------------- |
| 01. | 23 марта 2013   | Олимпийский стадион, Радес Тунис         | Сьерра-Леоне | 2:1  | 2:1       | Чемпионата Мира 2014 квалификация |
| 02. | 14 августа 2013 | Олимпийский стадион, Радес, Тунис        | Конго        | 1:0  | 3:0       | Товарищеский матч                 |
| 03. | 5 марта 2014    | Корнелья-Эль Прат, Барселона, Испания    | Колумбия     | 1:1  | 1:1       | Товарищеский матч                 |
| 04. | 6 сентября 2014 | Мустафа Бен Жаннир, Монастир, Тунис      | Ботсвана     | 1:1  | 2:1       | Кубок Африки 2015 квалификация    |
| 05. | 19 ноября 2014  | Мустафа Бен Жаннир, Монастир, Тунис      | Египет       | 2:1  | 2:1       | Кубок Африки 2015 квалификация    |
| 06. | 11 января 2015  | Олимпийский стадион, Радес, Тунис        | Алжир        | 1:1  | 1:1       | Товарищеский матч                 |
| 07. | 9 октября 2015  | Олимпийский стадион, Радес, Тунис        | Габон        | 3:1  | 3:3       | Товарищеский матч                 |
| 08. | 13 ноября 2015  | Олимпийский стадион, Нуакшот, Мавритания | Мавритания   | 1:1  | 1:2       | Чемпионат мира 2018 квалификация  |
| 09. | 4 сентября 2016 | Мустафа Бен Жаннир, Монастир, Тунис      | Либерия      | 1:0  | 4:1       | Кубок Африки 2017 квалификация    |
| 10. | 1 ноября 2016   | Омар Хамади, Алжир, Алжир                | Ливия        | 1:0  | 1:0       | Чемпионат мира 2018 квалификация  |
| 11. | 23 января 2017  | Стад де л'Амити, Либревиль, Габон        | Зимбабве     | 2:4  | 2:4       | Кубок африканских наций 2017      |
| 12. | 27 марта 2018   | Альянц Ривьера, Ницца, Франция           | Коста-Рика   | 1:0  | 1:0       | Товарищеский матч                 |
| 13. | 23 июня 2018    | Открытие арена, Москва, Россия           | Бельгия      | 5:2  | 5:2       | Чемпионат мира 2018               |
| 14. | 28 июня 2018    | Мордовия Арена, Саранск, Россия          | Панама       | 1:2  | 1:2       | Чемпионат мира 2018               |